# Innenministerium (Island)
Das isländische Innenministerium (isländisch Innanríkisráðuneyti Íslands bzw. Innanríkisráðuneytið, „Das Innenministerium“) bestand vom 1. Januar 2011 bis zum 30. April 2017. Es hatte seinen Sitz in der isländischen Hauptstadt Reykjavík. Das Ministerium entstand ursprünglich 2011 durch die Zusammenlegung des damaligen Ministeriums für Justiz und Menschenrechte mit dem Ministerium für Verkehr, Kommunikation und Kommunen. Auf den 1. Mai 2017 wurde es wieder aufgeteilt, in das neue Justizministerium und das Ministerium für Verkehr und Kommunen. Im Rahmen einer Umstrukturierung der Ministerien im Kabinett Katrín Jakobsdóttir II 2021 wurde zunächst angekündigt, dass aus dem Justizministerium wieder ein Innenministerium entstehen solle, dies wurde jedoch nicht umgesetzt.

## Geschichte
Erster Innenminister war Ögmundur Jónasson (Links-Grüne Bewegung) im Kabinett Jóhanna Sigurðardóttir II. Auf ihn folgte am 23. Mai 2013 Hanna Birna Kristjánsdóttir von der Unabhängigkeitspartei im Kabinett Sigmundur Davíð Gunnlaugsson. Ende August 2014 wurde das Justizministerium vom restlichen Innenministerium abgetrennt und Ministerpräsident Sigmundur Davíð Gunnlaugsson übernahm zusätzlich das Amt des Justizministers. Am 21. November 2014 trat Hanna Birna Kristjánsdóttir als Innenministerin zurück. Am 4. Dezember 2014 wurde Ólöf Nordal (ebenfalls Unabhängigkeitspartei) zur Nachfolgerin von Hanna Birna Kristjánsdóttir ernannt, zugleich wurde auch das Justizministerium wieder mit dem Innenministerium vereint. Zwischen Hanna Birnas Rücktritt und der Ernennung ihrer Nachfolgerin war Industrieministerin Ragnheiður Elín Árnadóttir für das Innenministerium verantwortlich.
Im Kabinett Bjarni Benediktsson waren die Aufgaben des Innenministers seit 11. Januar 2017 zunächst auf zwei Minister im Rahmen des noch bestehenden Innenministeriums verteilt: Sigríður Á. Andersen wurde zur Justizministerin ernannt, während Jón Gunnarsson als Minister für Verkehr und Kommunen amtierte. Am 7. April 2017 stimmte der Präsident Islands, Guðni Th. Jóhannesson, nach Zustimmung des Parlaments dem Umstrukturierungsvorschlag von Premierminister Bjarni Benediktsson zu, womit das Innenministerium auf den 1. Mai 2017 durch das neue Justizministerium (Dómsmálaráðuneytið) und das Ministerium für Verkehr und Kommunen 
(Samgöngu- og sveitarstjórnarráðuneytið) abgelöst wurde. Zunächst betrieben die beiden Ministerien weiterhin eine gemeinsame Website unter der Adresse des vormaligen Innenministeriums innanrikisraduneyti.is, die jedoch seit Mitte 2017 auf die neue Website der isländischen Regierung stjornarradid.is weiterleitet.
Im Kabinett Katrín Jakobsdóttir II wurden die bestehenden Ministerien stark umstrukturiert und teilweise umbenannt. Jón Gunnarsson, der sein Amt am 28. November 2021 angetreten hat, wurde dabei zunächst als Innenminister bezeichnet und es wurde angekündigt, dass das neue Innenministerium vor allem die Aufgaben des bisherigen Justizministeriums übernehmen solle. Im Februar 2022 wurde jedoch bekanntgegeben, dass das Ministerium weiterhin als Justizministerium bezeichnet wird.